# گایویل (داکوتای جنوبی)
گایویل(به انگلیسی: Gayville) شهری در ایالت داکوتای جنوبی کشور ایالات متحده آمریکا است که جمعیت آن در سرشماری سال ۲۰۱۰ میلادی، ۴۰۷ نفر بوده‌است.